# Lose This Life
Lose This Life é o segundo álbum de estúdio da banda Tait, lançado a 3 de Julho de 2003.
O disco atingiu o nº 23 do Top Christian Albums e o nº 19 do Top Heatseekers.

## Faixas
1. "Lose This Life" (Chapin, Heimermann, Tait) - 5:00
2. "Numb" (feat Rob Beckley de Pillar) (Heimermann, McKeehan, Tait) - 3:49
3. "Electric Avenue" (Grant) - 3:26
4. "Fallen" (Chapin, Kirkpatrick, Tait) - 4:21
5. "God Can You Hear Me" (Chapin, Clark, Heimermann, Tait) - 5:11
6. "Reconnecting" (Heimermann, Spence, Tait) - 3:41
7. "Child" (Chapin, Heimermann, Tait) - 4:22
8. "Heartache" (Heimermann, Lester, Tait) - 5:12
9. "Free Will" (Chapin, Colman, Heimermann, Tait, York) - 3:55
10. "Wait" (Chapin, Heimermann, Tait) - 3:31
11. "Holding out for Grace" (Bullard, Chapin, Tait) - 5:01
12. "The Christmas Song" (Torme, Wells) - 7:06
  - Faixa bónus

## Créditos
- Michael Tait - Vocal
- Lonnie Chapin - Baixo
- Justin York - Guitarra
- Chad Chapin - Bateria